# Мисс Земля 2009
Мисс Земля 2009 (англ. Miss Earth 2009) — 9-й ежегодный конкурс красоты, проводился 9 ноября 2008 года в Boracay Convention Center, Боракай, Филиппины.
В конкурсе участвовали 88 участниц, которые боролись за корону Мисс Земля 2009. Представительница Бразилии, Ларисса Рамос стала Мисс Земля 2009.
Темой Мисс Земля 2009 была "зеленый образ жизни". Шоу было организовано Марком Нельсоном, Сарой Майер и Борги Маноток.

## Результаты

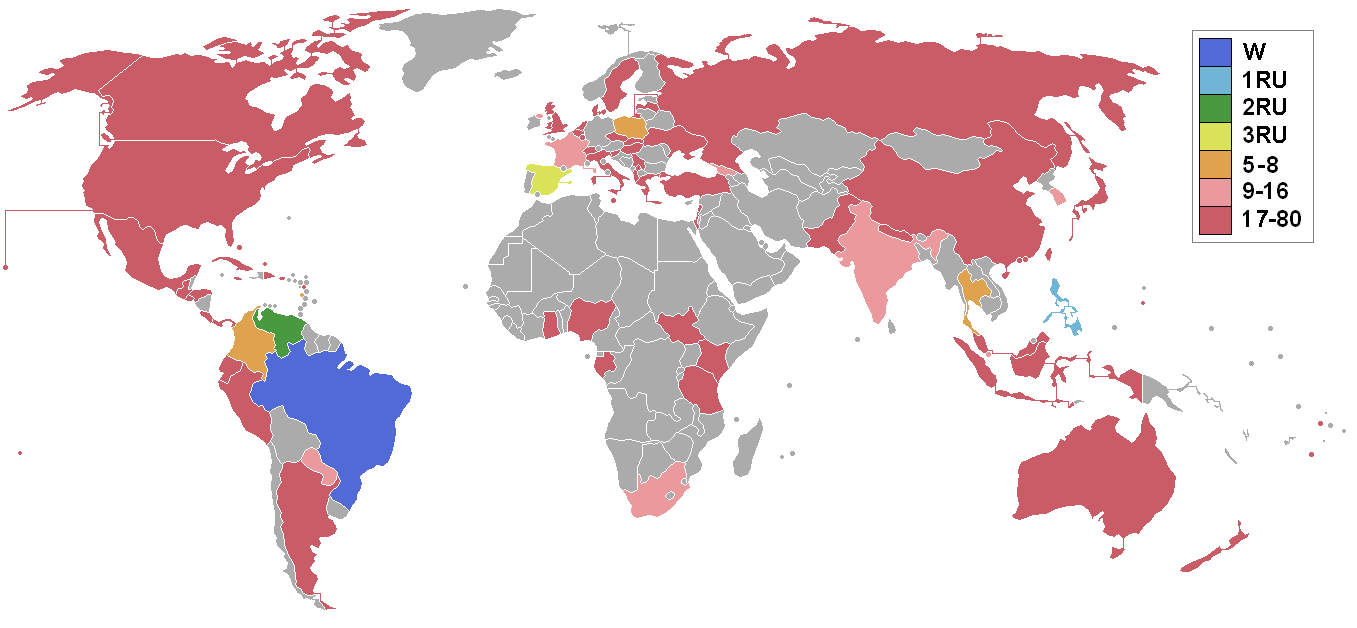
Страны-участницы конкурса «Мисс Земля» — 2009 года

| Итоговый результат  | Участница |
| ------------------- | --- |
| Мисс Земля 2009     | - Бразилия - Ларисса Рамос |
| Мисс Земля — Воздух | - Филиппины - Сандра Зайферт |
| Мисс Земля — Вода   | - Венесуэла - Джессика Барбоса |
| Мисс Земля — Огонь  | - Испания - Алехандра Эчеварриа |
| Топ 8               | - Колумбия - Alejandra Castillo - Мартиника - Pascale Nelide - Польша - Izabela Wilczek - Таиланд - Rujinan Phanseethum |
| Топ 16              | - Франция - Magalie Thierry - Грузия - Nona Diakonidze - Индия - Shriya Kishore - Республика Корея - Park Ye-ju - Нигерия - Kayleigh O'Reilly - Парагвай - Gabriela Rejala - Сингапур - Valerie Lim - ЮАР - Chanel Grantham |

### Специальные награды
| Награда                    | Участница                                |
| -------------------------- | ---------------------------------------- |
| Лучший национальный костюм | Танзания - Evelyne Almasi                |
| Лучший купальник           | Филиппины - Sandra Seifert               |
| Лучшее вечернее платье     | Филиппины - Sandra Seifert               |
| Мисс талант                | Французская Полинезия - Niuriki Teremate |
| Мисс фотогеничность        | Чехия - Tereza Budková                   |
| Мисс дружба                | Швейцария - Graziella Rogers             |

#### Малая/Спонсорская награда
| Награда                                  | Участница               |
| ---------------------------------------- | ----------------------- |
| Лучший дизайн Эко-сумки                  | Чехия - Tereza Budková  |
| Лучший Эко-дизайн                        | Ямайка - Jenaae Jackson |
| Лучшее использование природных продуктов | Албания - Suada Saliu   |

## Внутренний конкурс

### Красота за правое дело
Участницы Мисс Земля 2009, посетили несколько островов Филиппин с темой "Green Lifestyle" (Зелёный образ жизни) и поощрили использование вторичного сырья в рамках коллективного образа жизни. Кроме того, они участвовали в разных экологических мероприятиях, включая посадка деревьев и имел школьные туры в нескольких провинциях.

### Пресс-презентация
4 ноября, 2009 года, участниц представили СМИ в Mader Garden, в городе Пасик. Обменялись экологической кампанией.
Фото пресс-презентации

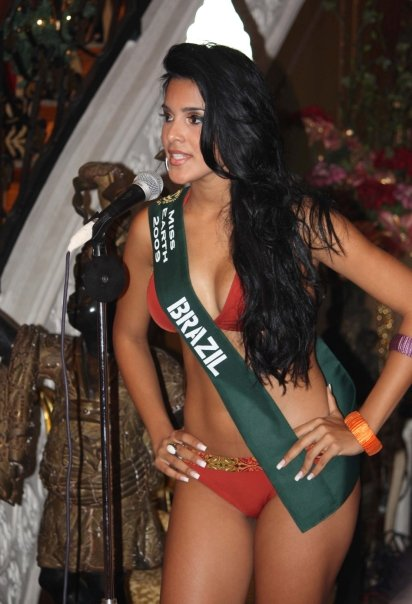
Larissa Ramos Мисс Бразилия
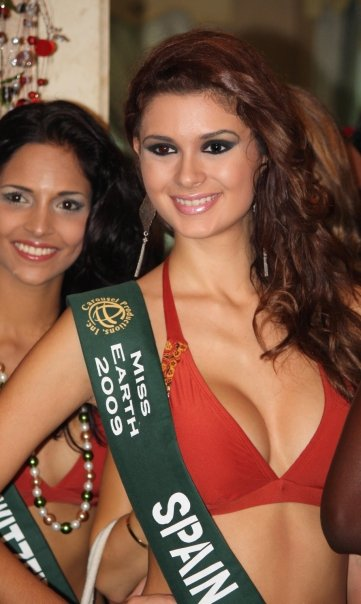
Alejandra Echevarria Мисс Испания
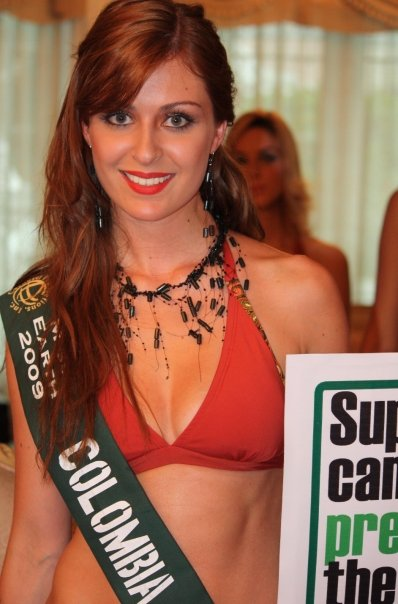
Alejandra Castillo Мисс Колумбия
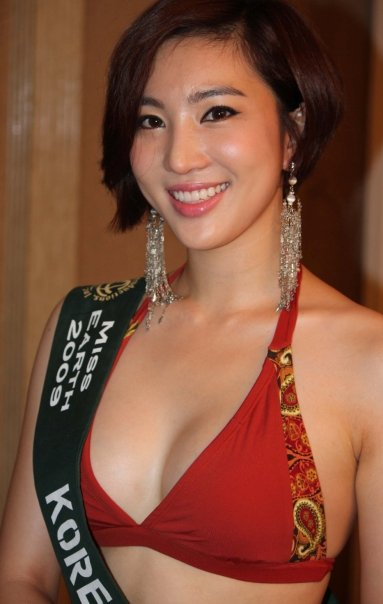
Park Ye-ju Мисс Корея
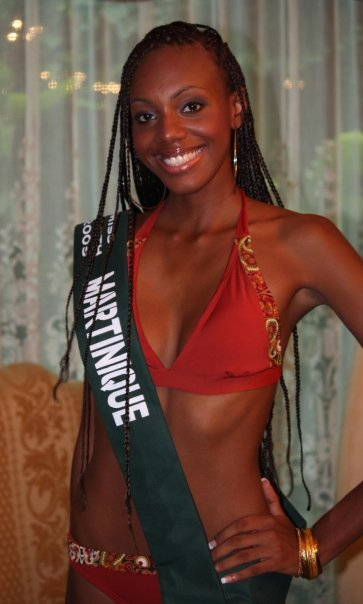
Pascale Nelide Мисс Мартиника
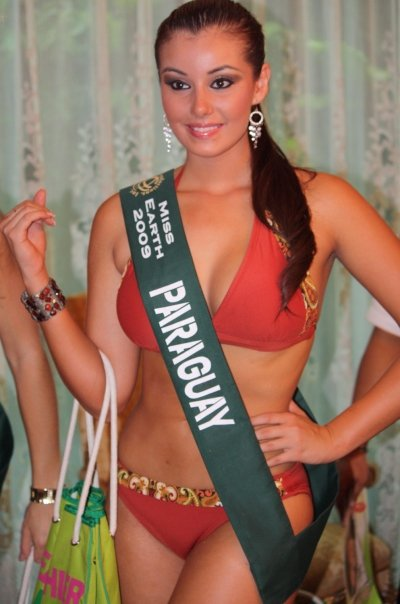
Gabriela Rejala Мисс Парагвай
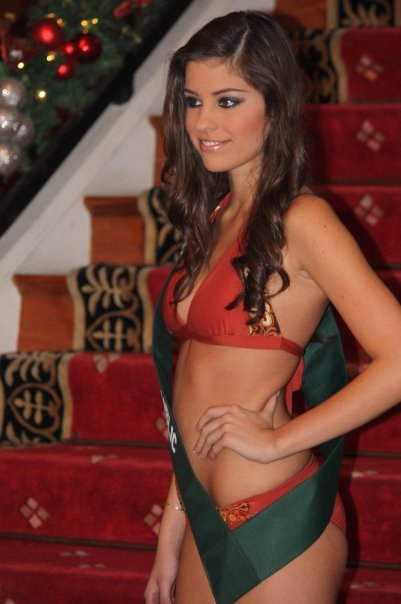
Tereza Budková Мисс Чехия
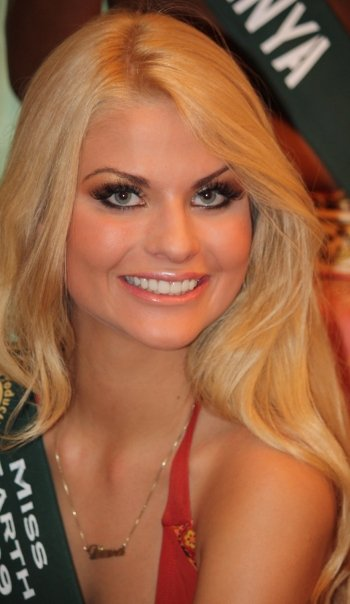
Diana Kubasova Мисс Латвия
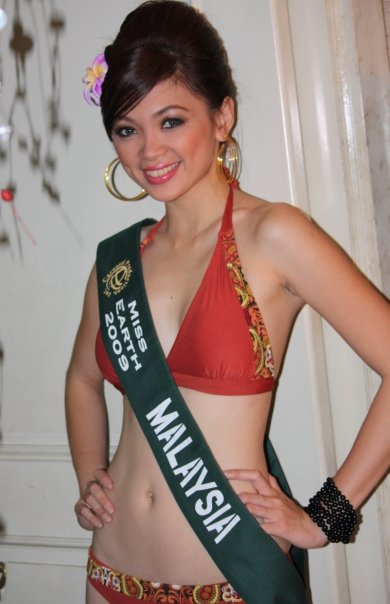
Madelyne M.Nandu Мисс Малайзия
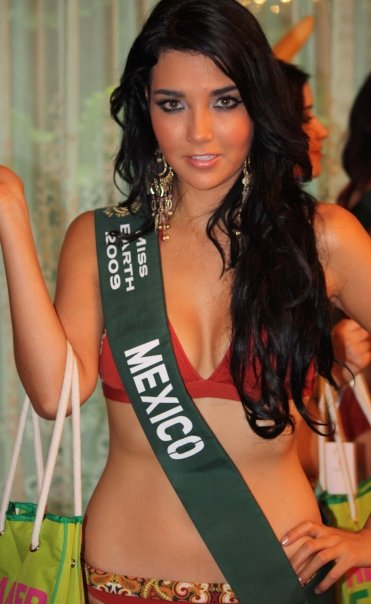
Natalia Quiñónez Мисс Мексика
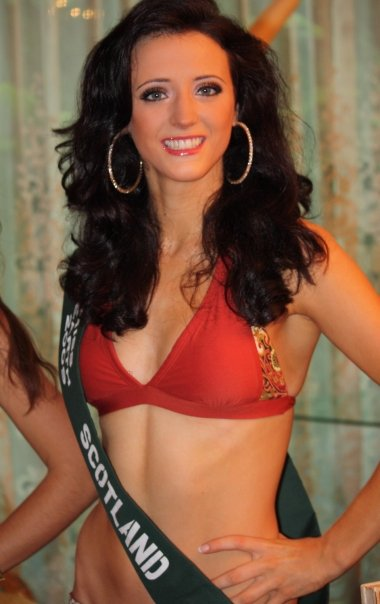
Sarah Finlay Мисс Шотландия
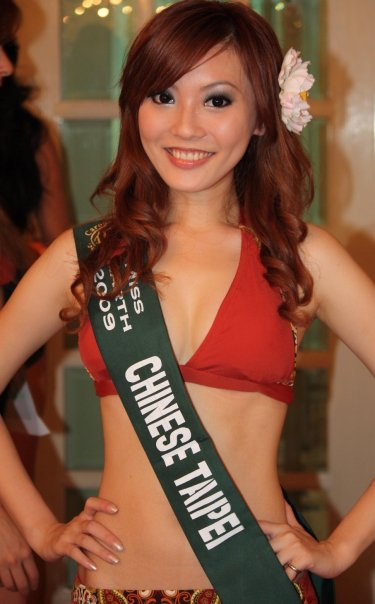
Chen Yi-Wen Мисс Китайский Тайбэй
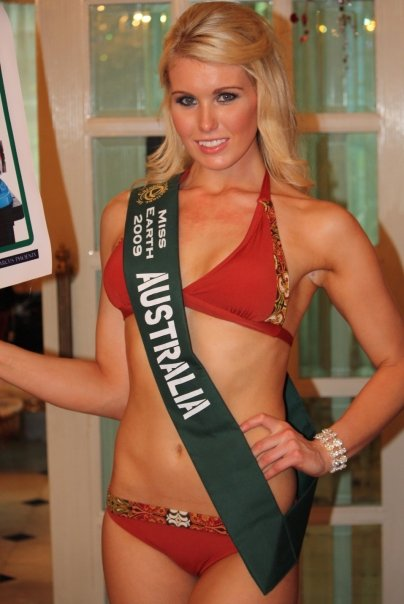
Melinda Heffernan Мисс Австралия
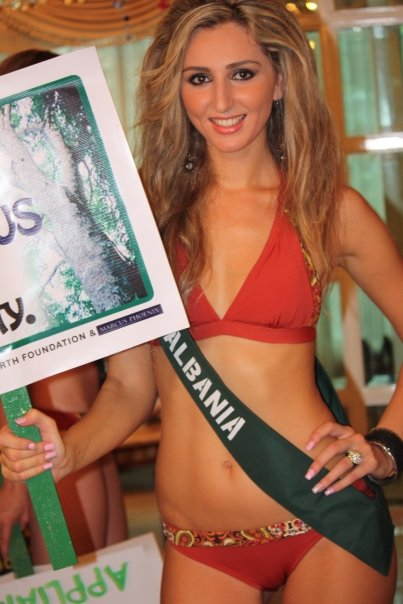
Suada Saliu Мисс Албания
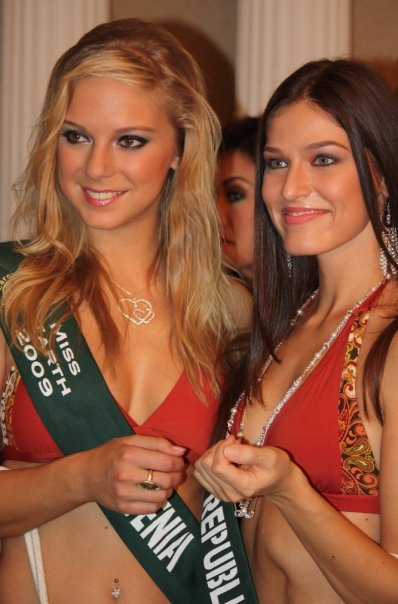
Maja Jamnik и Lea Sindlerova Мисс Словения и Мисс Словакия
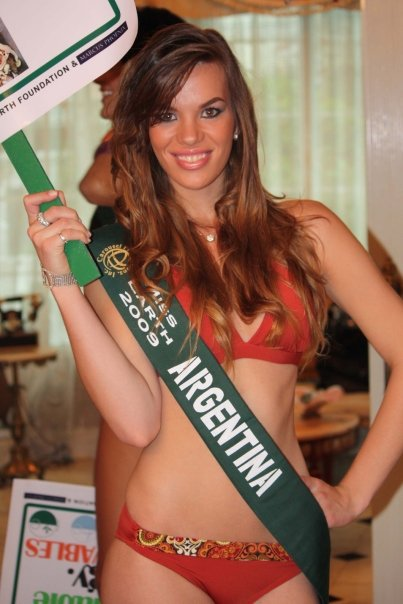
Gisela Menossi Мисс Аргентина
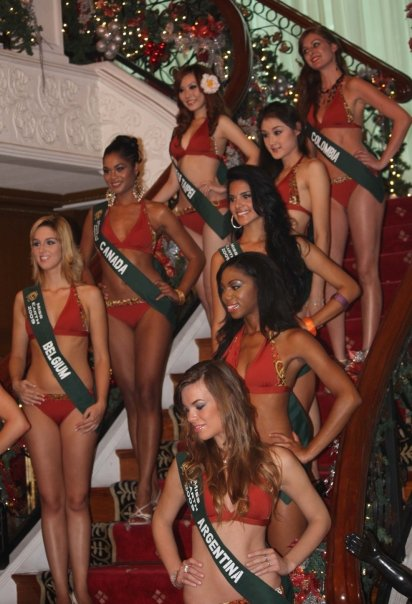
Участницы Мисс Земля

### Вечернее платье
Участницы были разделены на три группы, которые одновременно соревновались в вечерних платьях в трёх разных местах:
- Группа 1, 8 ноября, Splash Mountain Resort Hotel в Лос-Баньос, Лагуна. Финалистки:
  -  Колумбия
  -  Польша
  -  Испания
  -  Украина
  -  Венесуэла
- Группа 2, 9 ноября, Greenbelt, Ayala Center. Финалистки:
  -  Индия
  -  Италия
  -  Республика Корея
  -  Филиппины
  -  США
- Группа 3, 7 ноября, Субик-Бей Yacht Club в Subic. Финалистки:
  -  Бразилия
  -  Гуам
  -  Мексика
  -  Парагвай
  -  Таиланд

### Выход в купальниках
Участницы были разделены на три группы, которые одновременно соревновались в вечерних платьях в трёх разных местах:
- Группа 1, 7 ноября, Golden Sunset Resort в Калатаган. Финалистки:
  -  Колумбия
  -  Куба
  -  Венгрия
  -  Испания
  -  Венесуэла
- Группа 2, 12 ноября, Легаспи, Бикольский Регион. Финалистки:
  -  Канада
  -  Малайзия
  -  Филиппины
  -  Теркс и Кайкос
  -  США
- Группа 3, 8 ноября, Central Country Estate, Inc. The Lakeshore. Финалистки:
  -  Бразилия
  -  Франция
  -  Мексика
  -  Парагвай
  -  Швейцария

### Тур
Участницы посетили сеть торгового центра Robinsons Malls по всей стране в защиту окружающей среды.

## Участницы
| Страна                   | Участница                | Возраст | Рост | Родной город/регион                 | Группа |
| ------------------------ | ------------------------ | ------- | ---- | ----------------------------------- | ------ |
| Албания                  | Suada Saliu              | 22      | 1.79 | Лежа                                | 1      |
| Аргентина                | Gisela Menossi           | 21      | 1.80 | Рио-Куарто                          | 2      |
| Австралия                | Melinda Heffernan        | 24      | 1.73 | Cremorne                            | 1      |
| Багамские Острова        | Krystal Brown            | 23      | 1.73 | Нассау                              | 1      |
| Бельгия                  | Isabel van Hoof          | 18      | 1.72 | Антверпен                           | 2      |
| Бразилия                 | Larissa Ramos            | 20      | 1.78 | Манаус                              | 3      |
| Канада                   | Lateesha Ector           | 24      | 1.79 | Pierrefonds                         | 2      |
| Китай                    | Yan Xu                   | 20      | 1.78 | Шаньдун                             | 1      |
| Китайская Республика     | Chen Yi-Wen              | 21      | 1.73 | Тайбэй                              | 3      |
| Колумбия                 | Alejandra Castillo       | 22      | 1.78 | Богота                              | 1      |
| Коста-Рика               | Malena Orozco            | 21      | 1.83 | Картаго                             | 2      |
| Куба                     | Jamillette Gaxiola       | 20      | 1.75 | Гавана                              | 1      |
| Чехия                    | Tereza Budková           | 19      | 1.76 | Sezimovo Ústí                       | 1      |
| Дания                    | Patrica Tjornelund       | 22      | 1.79 | Копенгаген                          | 1      |
| Доминиканская Республика | Mariel Garcia            | 24      | 1.78 | Сан-Франсиско-де-Макорис            | 1      |
| Эквадор                  | Diana Delgado            | 25      | 1.73 | Манта                               | 2      |
| Сальвадор                | Mayra Aldana             | 23      | 1.73 | Сан-Сальвадор                       | 3      |
| Англия                   | Kirsty Nichol            | 19      | 1.73 | Ислингтон                           | 2      |
| Франция                  | Magalie Thierry          | 22      | 1.78 | Фруадконш                           | 3      |
| Габон                    | Marlyne Lea Ayenne       | 22      | 1.75 | Либревиль                           | 1      |
| Грузия                   | Nona Diakonidze          | 19      | 1.75 | Тбилиси                             | 1      |
| Гана                     | Mariam Abdul Rauf        | 21      | 1.73 | Northern Region                     | 2      |
| Греция                   | Triantafyllia Sarantinou | 21      | 1.79 | Афины                               | 3      |
| Гваделупа                | Marie-Ange Seymour       | 19      | 1.73 | Le Moule                            | 2      |
| Гуам                     | Maria Luisa Santos       | 24      | 1.74 | Dededo                              | 3      |
| Гватемала                | Hamy Tejeda              | 24      | 1.77 | Гватемала                           | 3      |
| Гондурас                 | Alejandra Mendoza        | 19      | 1.75 | Ла-Лима                             | 3      |
| Гонконг                  | Wang Shan Shan           | 20      | 1.73 | Синьцзян-Уйгурский автономный район | 1      |
| Венгрия                  | Korinna Kocsis           | 18      | 1.73 | Jákfa                               | 1      |
| Индия                    | Shriya Kishore           | 23      | 1.79 | Мумбаи                              | 2      |
| Индонезия                | Nadine Zamira Syarief    | 25      | 1.71 | Джакарта                            | 1      |
| Израиль                  | Noy Michaelov            | 24      | 1.78 | Иерусалим                           | 1      |
| Италия                   | Luna Isabella Voce       | 21      | 1.83 | Милан                               | 2      |
| Ямайка                   | Jenaae Jackson           | 19      | 1.78 | Кингстон                            | 1      |
| Япония                   | Takada Tomomi            | 22      | 1.72 | Токио                               | 1      |
| Кения                    | Catherine Muturi         | 24      | 1.78 | Gatundu                             | 2      |
| Республика Корея         | Park Ye-ju               | 22      | 1.73 | Сеул                                | 2      |
| Косово                   | Elsa Marku               | 18      | 1.75 | Приштина                            | 2      |
| Латвия                   | Diana Kubasova           | 20      | 1.75 | Рига                                | 1      |
| Ливан                    | Nicole Lichaa Khoury     | 18      | 1.72 | Бейрут                              | 3      |
| Люксембург               | Theodora Bănică          | 21      | 1.70 | Люксембург                          | 2      |
| Макао                    | Jia Pei                  | 20      | 1.75 | Макао                               | 3      |
| Малайзия                 | Madelyne M.Nandu         | 23      | 1.73 | Сабах                               | 2      |
| Мальта                   | Alison Gallea Valletta   | 21      | 1.72 | Аттард                              | 3      |
| Мартиника                | Pascale Nelide           | 18      | 1.80 | Фор-де-Франс                        | 1      |
| Мексика                  | Natalia Quiñónez         | 23      | 1.78 | Сапопан                             | 3      |
| Непал                    | Richa Thapa Magar        | 24      | 1.64 | Катманду                            | 3      |
| Нидерланды               | Sabrina Anijs            | 21      | 1.75 | Гаага                               | 2      |
| Новая Зеландия           | Catherine Irving         | 19      | 1.72 | Уэверли                             | 2      |
| Нигерия                  | Modesta Alozie           | 21      | 1.75 | Абия                                | 3      |
| Северная Ирландия        | Kayleigh O'Reilly        | 18      | 1.78 | Дерри                               | 3      |
| Пакистан                 | Ayesha Gilani            | 26      | 1.70 | Лахор                               | 1      |
| Панама                   | Geraldine Higuera        | 20      | 1.71 | La Chorrera                         | 2      |
| Парагвай                 | Gabriela Rejala          | 20      | 1.75 | Ñemby                               | 3      |
| Перу                     | Leticia Rivera           | 21      | 1.79 | Кахамарка                           | 3      |
| Филиппины                | Sandra Seifert           | 25      | 1.75 | Баколод                             | 2      |
| Польша                   | Izabela Wilczek          | 23      | 1.77 | Пабьянице                           | 1      |
| Пуэрто-Рико              | Dignelis Jiménez         | 25      | 1.71 | Arecibo                             | 3      |
| Россия                   | Ksenia Podsevatkina      | 22      | 1.78 | Саратов                             | 2      |
| Самоа                    | Varuna Curry             | 21      | 1.75 | Апиа                                | 3      |
| Шотландия                | Sarah Finlay             | 23      | 1.78 | Глазго                              | 3      |
| Сербия                   | Dijana Milojkovic        | 22      | 1.75 | Чуприя                              | 2      |
| Сингапур                 | Valerie Lim              | 24      | 1.80 | Сингапур                            | 3      |
| Словакия                 | Lea Šindlerová           | 22      | 1.75 | Нитра                               | 2      |
| Словения                 | Maja Jamnik              | 18      | 1.75 | Любляна                             | 3      |
| ЮАР                      | Chanel Grantham          | 20      | 1.75 | Дурбан                              | 1      |
| Южный Судан              | Aheu Deng                | 18      | 1.96 | Джуба                               | 2      |
| Испания                  | Alejandra Echevarria     | 20      | 1.81 | Хаэн                                | 1      |
| Швеция                   | Giulia Simone Olsson     | 19      | 1.75 | Стокгольм                           | 2      |
| Швейцария                | Graziella Rogers         | 22      | 1.71 | Лис                                 | 3      |
| Французская Полинезия    | Niuriki Teremate         | 21      | 1.73 | Punaauia                            | 3      |
| Танзания                 | Evelyne Almasi           | 24      | 1.80 | Дар-эс-Салам                        | 3      |
| Таиланд                  | Rujinan Phanseethum      | 20      | 1.72 | Удонтхани                           | 3      |
| Тонга                    | Mary Greatz              | 21      | 1.73 | Нукуалофа                           | 2      |
| Турция                   | Gözde Zay                | 26      | 1.79 | Стамбул                             | 2      |
| Теркс и Кайкос           | Alison Capron            | 23      | 1.73 | Providenciales                      | 2      |
| Украина                  | Karina Golovata          | 21      | 1.78 | Киев                                | 1      |
| США                      | Amy Diaz                 | 25      | 1.68 | North Providence                    | 2      |
| Венесуэла                | Jessica Barboza          | 22      | 1.74 | Маракайбо                           | 1      |
| Уэльс                    | Dominique Dyer           | 20      | 1.70 | Нит-Порт-Толбот                     | 2      |

## Примечание

### Дебют
- Габон
- Тонга

### Вернулись
| - Последний раз участвовали в 2006 году: - Пуэрто-Рико - Самоа | - Последний раз участвовали в 2007 году: - Дания - Гватемала - Гонконг - Кения - Непал - Парагвай - Украина |

### Отказались
Участницы, которые подтвердили своё участие, но были вычеркнуты из списка делегатов перед конкурсом.
- Кюрасао - Amada Hernandez
- Замбия - Esther Sitali Banda
- Ирак - Aure Arnulf

Участницы, которые подтвердили своё участие, но были сняты с конкурса, через шесть дней после начало мероприятия.
- Боливия - Dominique Peltier
- Босния и Герцеговина - Lejla Adrovic
- Хорватия - Vinka Groseta
- Эфиопия - Genet Denoba Ogeto
- Казахстан - Инесса Назарова
- Малави - Queen Christie Tembo
- Румыния - Roxana Ilie

Участницы, выбывшие по разным причинам.
- Ботсвана - Tumisang Sebina была дисквалифицирована из-за роста.
- Никарагуа - Maritza Rivas не смогла участвовать из-за проблем с визой.
- Вьетнам - Чыонг Тхи Май (Truong Thi May) пострадала от серьезного растяжения связок на левой ноге, после падения 24 октября, всего за 7 дней до начала конкурса. Она была специальным гостем в гранд-финале.[140] Планировалась, что она вернётся в следующем году, но этого не случилось.[141]

Страны, выбывшие из-за отсутствия финансирования и спонсорства.
| - Бутан - Демократическая Республика Конго - Германия - Финляндия - Либерия | - Литва - Республика Конго - Руанда - Суринам - Уганда |

## Примечание
1. ↑  Online News, Agencies (23 ноября 2009). Larissa Ramos crowned Miss Earth 2009. China Daily Information Co (CDIC). Архивировано 3 марта 2016. Дата обращения: 26 декабря 2009.
2. ↑  Online News, One India (23 ноября 2009). Meet, Larissa Ramos, Miss Earth 2009. Greynium Information Technologies Pvt. Ltd. Архивировано 25 июля 2011. Дата обращения: 26 декабря 2009.
3. ↑  Eleven, Beck (20 апреля 2009). Auckland takes Christchurch crown. Raranaki Daily News, Fairfax New Zealand Limited. Архивировано 14 декабря 2019. Дата обращения: 2 августа 2009.
4. ↑  Online News, Latin American (22 ноября 2009). Brazil's Larissa Ramos Wins Miss Earth Title. Latin American Herald Tribune. Архивировано 3 марта 2016. Дата обращения: 26 декабря 2009.
5. ↑  The Daily, Online News (23 ноября 2009). Brazil Wins Miss Earth 2009 Title. The Daily Contributor. Архивировано 25 ноября 2009. Дата обращения: 26 декабря 2009.
6. 1 2  Requintana, Robert (23 ноября 2009). Brazilian coed is Miss Earth. Manila Bulletin. Архивировано 26 ноября 2009. Дата обращения: 26 декабря 2009.
7. ↑  Reuters, Online News (22 ноября 2009). Brazilian grabs Miss Earth crown. Edmonton Sun, Sun Media Corp., Alberta, Canada. Архивировано 13 февраля 2010. Дата обращения: 26 декабря 2009. {{cite news}}: |last= имеет универсальное имя (справка)
8. ↑  Adina, Armin (24 ноября 2009). Brazilian is Miss Earth 2009. Philippine Daily Inquirer. Архивировано 26 ноября 2009. Дата обращения: 26 декабря 2009.
9. ↑  Miss Earth 2009 Press Presentation Архивировано 21 июля 2011 года.
10. ↑  Miss Earth Albania 2009. Дата обращения: 21 марта 2015. Архивировано из оригинала 1 августа 2015 года.
11. ↑  Tamaño, Cambiar (19 мая 2009). Una tucumana quedó entre las diez más lindas de la Argentina. La Gaceta. Архивировано 31 мая 2011. Дата обращения: 8 августа 2009. Miss Earth Argentina 2009
12. ↑  Online, Argentina News (19 мая 2009). San Juan se vistió de Gala para consagrar a la nueva Miss Mundo Argentina. Turismo 530 Diario Digital. Архивировано 17 июля 2011. Дата обращения: 8 августа 2009. Miss Earth Argentina 2009
13. ↑  Zuliani, Sergio (19 мая 2009). Eligieron a la puntana Evelyn Manchón como Miss Mundo Argentina. Cadena3 ArgentinaOptimizado. Архивировано 21 мая 2009. Дата обращения: 8 августа 2009.
14. ↑  Miss Earth Argentina 2009 Архивировано 19 июля 2009 года.
15. ↑  News, Xinhua (21 сентября 2009). Miss Earth Australia 2009 crowned. China Internet Information Center. Архивировано 7 июля 2011. Дата обращения: 25 сентября 2009. {{cite news}}: |last= имеет универсальное имя (справка)Miss Earth Australia 2009
16. ↑  News, Online (21 сентября 2009). Miss Earth Australia 2009. China Central Television (CCTV). Архивировано 24 сентября 2009. Дата обращения: 25 сентября 2009. {{cite news}}: |last= имеет универсальное имя (справка)Miss Earth Australia 2009
17. ↑  Yaping, Jiang (20 сентября 2009). Melinda Heffernan crowned Miss Earth Australia 2009. People's Daily Online China. Архивировано 29 сентября 2009. Дата обращения: 25 сентября 2009.
18. ↑  Miss Earth Australia 2009 Архивировано 19 июля 2009 года.
19. ↑  Scriven, Vaughn (23 июля 2009). Miss Krystal Brown, The newly elected Miss Earth Bahamas 2009. The Bahamas Weekly. Архивировано 6 октября 2011. Дата обращения: 8 августа 2009.
20. ↑  Miss Earth Bahamas 2009 Архивировано 19 июля 2009 года.
21. ↑  Miss Earth Belgium 2008. Дата обращения: 21 марта 2015. Архивировано из оригинала 1 августа 2015 года.
22. ↑  Fashion News, Online (1 декабря 2008). Miss Beleza Brasil é do Amazonas. Zebillin, Brasil. Архивировано 17 декабря 2017. Дата обращения: 20 января 2009. Miss Earth Brazil 2009
23. ↑  Azevedo, George (1 декабря 2008). Belezas do norte. Tribuna do Norte. Архивировано 26 ноября 2009. Дата обращения: 20 января 2009.
24. ↑  Miss Earth Brazil 2009 Архивировано 19 июля 2009 года.
25. ↑  Soul, John (1 сентября 2009). Lateesha Ector: The First Black Miss Earth Canada. Woman of the Earth. Архивировано 6 сентября 2009. Дата обращения: 25 сентября 2009.
26. ↑  Miss Earth Canada 2009 Архивировано 19 июля 2009 года.
27. ↑  Miss Earth China 2009. Дата обращения: 21 марта 2015. Архивировано из оригинала 1 августа 2015 года.
28. ↑  Miss Earth Chinese Taipei 2009 Архивировано 19 июля 2009 года.
29. ↑  Miss Earth Colombia 2009. Дата обращения: 21 марта 2015. Архивировано из оригинала 1 августа 2015 года.
30. ↑  Miss Earth Costa Rica 2009 Архивировано 19 июля 2009 года.
31. ↑  Meledez, Noemi (16 февраля 2009). Jamillette Gaxiola to represent Cuba in Miss Earth 2009. Woman of the Earth. Архивировано 2 марта 2009. Дата обращения: 26 марта 2009.
32. ↑  Miss Earth Cuba 2009 Архивировано 19 июля 2009 года.
33. ↑  Mamadam, A (9 июля 2009). Česká Miss Budková odlétá na Filipíny, bude bojovat za ekologii. iDNES, Czech Republic/Profimedia, Reuters, ČTK, AP. Архивировано 19 августа 2009. Дата обращения: 26 сентября 2009.Miss Earth Czech Republic 2009
34. ↑  News, Online (25 мая 2009). Tereza Budková: Jsem hrozně vybíravá na boty. VOLNÝ, Czech Republic. Дата обращения: 26 сентября 2009. {{cite news}}: |last= имеет универсальное имя (справка)Википедия:Обслуживание CS1 (url-status) (ссылка)Miss Earth Czech Republic 2009
35. ↑  ProDěti, Agentura (30 июля 2009). Miss Budková chystá projekt o povodních, představí ho na Filipínách. iDNES, Czech Republic/Profimedia, Reuters, ČTK, AP. Архивировано 5 октября 2009. Дата обращения: 26 сентября 2009.
36. ↑  Miss Earth Czech Republic 2009 Архивировано 19 июля 2009 года.
37. ↑  Miss Earth Denmark 2009 Архивировано 19 июля 2009 года.
38. ↑  Miss Earth Dominican Republic 2009. Дата обращения: 21 марта 2015. Архивировано из оригинала 1 августа 2015 года.
39. ↑  http://www.grandslampageants.com/ Архивная копия от 1 августа 2015 на Wayback Machine Miss Earth Ecuador 2009
40. ↑  Miss Earth El Salvador 2009. Дата обращения: 21 марта 2015. Архивировано из оригинала 1 августа 2015 года.
41. ↑  Miss Earth England 2009. Дата обращения: 21 марта 2015. Архивировано из оригинала 1 августа 2015 года.
42. ↑  Miss Earth France 2009. Дата обращения: 21 марта 2015. Архивировано из оригинала 26 июня 2009 года.
43. ↑  Miss Earth Gabon 2009 Архивировано 19 июля 2009 года.
44. ↑  Miss Earth Guam 2009. Дата обращения: 21 марта 2015. Архивировано из оригинала 11 июля 2011 года.
45. ↑  Miss Earth Ghana 2009 Архивировано 19 июля 2009 года.
46. ↑  Star Hellas 2009/ Miss Earth Greece 2009. Дата обращения: 21 марта 2015. Архивировано 14 февраля 2012 года.
47. ↑  Miss Earth Greece 2009. Дата обращения: 21 марта 2015. Архивировано из оригинала 1 августа 2015 года.
48. ↑  Miss Earth Guadeloupe 2009 Архивировано 19 июля 2009 года.
49. ↑  Artero, Sonya (13 июня 2009). Miss Earth contestants take up worthy cause. Pacific Telestations, Inc. Архивировано 28 июня 2009. Дата обращения: 16 августа 2009.  Miss Earth Guam 2009
50. ↑  Taitano, Zita (11 июня 2009). Santos wins Miss Earth Guam 2009 pageant. Marianas Variety News, Guam Edition. Архивировано 2 апреля 2015. Дата обращения: 16 августа 2009. Miss Earth Guam 2009
51. ↑  Online News, Pika Magazine (1 июля 2009). Eco-friendly crown: Maria Louisa Santos named Miss Earth Guam 2009. Pacific Daily News. Архивировано 2 апреля 2015. Дата обращения: 16 августа 2009.
52. ↑  Miss Earth Guam 2009 Архивировано 19 июля 2009 года.
53. ↑  Miss Earth Guatemala 2009 Архивировано 19 июля 2009 года.
54. ↑  Miss Earth Honduras 2009. Дата обращения: 21 марта 2015. Архивировано из оригинала 1 августа 2015 года.
55. ↑  Miss Earth Hong Kong 2009 Архивировано 19 июля 2009 года.
56. ↑  Miss Earth Hungary 2009 Архивировано 27 мая 2009 года.
57. ↑  India Times, Online (7 апреля 2009). Miss India winners ready to storm the world. The Times of India, Bennett Coleman & Co. Ltd. Архивировано 10 апреля 2009. Дата обращения: 7 апреля 2009. Miss Earth India 2009
58. ↑  Bhattacharjee, Subhadeep (6 апреля 2009). Femina Miss India 2009 winners. One India, Greynium Information Technologies Pvt. Ltd. Архивировано 30 марта 2012. Дата обращения: 7 апреля 2009. Miss Earth India 2009
59. ↑  Panja, Amrita (7 апреля 2009). Meet the Miss Indias: Beauty queens on their plans. IBNLive.com India. Архивировано 8 апреля 2009. Дата обращения: 7 апреля 2009.
60. ↑  Miss Earth India 2009 Архивировано 19 июля 2009 года.
61. ↑  Miss Earth Indonesia 2009. Дата обращения: 21 марта 2015. Архивировано из оригинала 24 сентября 2015 года.
62. ↑  Miss Earth Israel 2009. Дата обращения: 21 марта 2015. Архивировано из оригинала 24 сентября 2015 года.
63. ↑  Miss Earth Italy 2009. Дата обращения: 21 марта 2015. Архивировано из оригинала 1 августа 2015 года.
64. ↑  Jamaican Entertainment News, Online (31 августа 2009). Miss Earth Jamaica Selects Representative. The Jamaica Observer. Дата обращения: 1 сентября 2009.{{cite news}}:  Википедия:Обслуживание CS1 (url-status) (ссылка)
65. ↑  Soul, John (29 августа 2009). Jenaae Jackson is Miss Earth Jamaica 2009. Woman of the Earth News. Архивировано 1 сентября 2009. Дата обращения: 1 сентября 2009.
66. ↑  Caribbean News, Online (31 августа 2009). Miss Earth Jamaica Selects Representative. South Florida Caribbean News. Архивировано 8 октября 2011. Дата обращения: 1 сентября 2009.
67. ↑  Miss Earth Jamaica 2009 Архивировано 19 июля 2009 года.
68. ↑  Miss Earth Japan 2009. Дата обращения: 21 марта 2015. Архивировано из оригинала 1 августа 2015 года.
69. ↑  Miss Earth Kenya 2009 Архивировано 19 июля 2009 года.
70. ↑  Miss Earth Korea 2009 Архивировано 19 июля 2009 года. 2009
71. ↑  Miss Earth Kosovo 2009 Архивировано 19 июля 2009 года.
72. ↑  Miss Earth Latvia 2009 Архивировано 19 июля 2009 года.
73. ↑  Miss Earth Lebanon 2009 Архивировано 19 июля 2009 года.
74. ↑  Online News, Luxembourger Editor (8 октября 2008). Theodora Banica: LCD-Schülerin ist Miss Benelux. Luxemburger Wort, Luxembourg. Архивировано 12 октября 2008. Дата обращения: 8 апреля 2009. {{cite news}}: |first= имеет универсальное имя (справка)
75. ↑  Online, Luxemburg News (9 октября 2008). Schülerin ist Miss Benelux (PDF). LCD Luxembourg. Архивировано из оригинала (PDF) 22 июля 2011. Дата обращения: 8 апреля 2009.
76. ↑  Online, Azi News (18 октября 2008). Românca Theodora Bănică (20 ani) a reuşit performanţa să câştige importantul concurs Miss Benelux/Ducatul Luxemburg. Azi. Архивировано 18 июля 2011. Дата обращения: 8 апреля 2009.
77. ↑  Miss Earth Luxembourg 2009 Архивировано 19 июля 2009 года.
78. ↑  Miss Earth Macau 2009 Архивировано 19 июля 2009 года.
79. ↑  Miss Earth Malaysia 2009 Архивировано 19 июля 2009 года.
80. ↑  Miss Earth Malta 2009 Архивировано 19 июля 2009 года.
81. ↑  Robinel, Brigitte (30 ноября 2008). 2009 Martinique Queens. Miss Martinique official website. Архивировано из оригинала 11 февраля 2009. Дата обращения: 16 января 2009.
82. ↑  Miss Earth Martinique 2009 Архивировано 19 июля 2009 года.
83. ↑  Miss Earth Mexico 2009. Дата обращения: 21 марта 2015. Архивировано из оригинала 1 августа 2015 года.
84. ↑  Richa Thapa for representing Nepal at Miss Earth 2009/ Miss Earth Nepal 2009 Архивировано 8 июня 2011 года.
85. ↑  Miss Earth Nepal 2009 Архивировано 19 июля 2009 года.
86. ↑  News, Online (3 октября 2008). Hindustaanse schone Sabrina Anijs wint Miss Benelux 2009. Hindu Life, Netherlands. Архивировано 24 июля 2011. Дата обращения: 7 апреля 2009. {{cite news}}: |last= имеет универсальное имя (справка) Miss Netherlands Earth 2009
87. ↑  Dezutter, Wim (10 августа 2008). Finale Miss BeNeLux 2009. Showbizz-Site, Belgium. Архивировано 21 июля 2011. Дата обращения: 7 апреля 2009. Miss Netherlands Earth 2009
88. ↑  Benoit, M. (6 октября 2008). Sabrina Anijs is Miss BeNeLux 2009. Man-Oeuvre, Belgium. Архивировано 10 октября 2008. Дата обращения: 7 апреля 2009.
89. ↑  Miss Earth Netherlands 2009 Архивировано 19 июля 2009 года.
90. ↑  News Online, New Zealand (8 сентября 2009). Miss Earth follows regional tradition. Fairfax New Zealand Limited, Manawatu Standard. Архивировано 12 сентября 2009. Дата обращения: 26 сентября 2009. Miss Earth New Zealand 2009
91. ↑  Rilkoff, Matt (8 сентября 2009). Waverly's New Star. Taranaki Daily News Online, New Zealand. Архивировано 18 сентября 2012. Дата обращения: 26 сентября 2009. Miss Earth New Zealand 2009
92. ↑  King, Kathryn (8 сентября 2009). Next stop the world for beauty queen. Wanganui Chronicle. Архивировано 16 июля 2011. Дата обращения: 26 сентября 2009.
93. ↑  Miss Earth New Zealand 2009 Архивировано 19 июля 2009 года.
94. ↑  Miss Earth Nigeria 2009 Архивировано 19 июля 2009 года.
95. ↑  Miss Earth Northern Ireland 2009. Дата обращения: 21 марта 2015. Архивировано из оригинала 1 августа 2015 года.
96. ↑  Miss Earth Pakistan 2009 Архивировано 19 июля 2009 года.
97. ↑  Miss Earth Panama 2009. Дата обращения: 21 марта 2015. Архивировано 26 апреля 2021 года.
98. ↑  Miss Earth Paraguay 2009 Архивировано 17 августа 2011 года.
99. ↑  Miss Earth Paraguay 2009 Архивировано 19 июля 2009 года.
100. ↑  Miss Earth Peru 2009 Архивировано 19 июля 2009 года.
101. ↑  Miss Earth Philippines 2009. Дата обращения: 21 марта 2015. Архивировано 26 апреля 2021 года.
102. ↑  Grandslampageants.com. Дата обращения: 21 марта 2015. Архивировано из оригинала 1 августа 2015 года.
103. ↑  Miss Earth Poland 2009 Архивировано 19 июля 2009 года.
104. ↑  Miss Earth Puerto Rico 2009 Архивировано 8 мая 2009 года.
105. ↑  Miss Earth Puerto Rico 2009 Архивировано 19 июля 2009 года.
106. ↑  http://krasa.sdsmedia.ru/?p=654#more-654 Архивировано 19 октября 2009 года.
107. ↑  Miss Earth Russia 2009 Архивировано 19 июля 2009 года.
108. ↑  Miss Earth Samoa 2009 Архивировано 19 июля 2009 года.
109. ↑  Miss Earth Scotland 2009. Дата обращения: 21 марта 2015. Архивировано из оригинала 1 августа 2015 года.
110. ↑  Miss Earth Serbia 2009 Архивировано 19 июля 2009 года.
111. ↑  Miss Earth Singapore 2009. Дата обращения: 21 марта 2015. Архивировано из оригинала 1 августа 2015 года.
112. ↑  Miss Earth Slovak Republic 2009 Архивировано 22 апреля 2009 года.
113. ↑  Miss Earth Slovak Republic 2009 Архивировано 19 июля 2009 года.
114. ↑  Platovšek, Tjaša (21 декабря 2008). Maja Jamnik je Miss Earth. Zurnal Media. Архивировано из оригинала 1 февраля 2009. Дата обращения: 16 января 2009.
115. ↑  Miss Earth Slovenia 2009 Архивировано 19 июля 2009 года.
116. ↑  Miss Earth South Africa 2009. Дата обращения: 21 марта 2015. Архивировано из оригинала 1 августа 2015 года.
117. ↑  Soul, John (10 октября 2009). Miss Earth South Sudan '09 deserves to be in the Guinness Book of World Records. Woman of the Earth Online magazine. Архивировано 24 октября 2009. Дата обращения: 14 октября 2009.
118. ↑  Miss Earth South Sudan 2009 Архивировано 19 июля 2009 года.
119. ↑  News, Philippine Department of Foreign Affairs (23 сентября 2009). Call of Spanish Candidate for Ms. Earth 2009 on Philippine Ambassador Ugarte. Republic of the Philippines · Department of Foreign Affairs. Архивировано 2 апреля 2015. Дата обращения: 25 сентября 2009. {{cite news}}: |last= имеет универсальное имя (справка)Miss Earth Spain 2009
120. ↑  News, Ideal Online (14 сентября 2009). La jienense Alejandra Echevarría representará a España en Miss Tierra 09. Ideal Comunicación Digital. Архивировано 16 июля 2011. Дата обращения: 25 сентября 2009. {{cite news}}: |last= имеет универсальное имя (справка)Miss Earth Spain 2009
121. ↑  Guzmán, Aurora (22 июля 2009). Alejandra Echevarría se prepara para representar a España en Miss Gea 09. Andalucía Información. Архивировано 20 июля 2011. Дата обращения: 25 сентября 2009.
122. ↑  Miss Earth Spain 2009 Архивировано 19 июля 2009 года.
123. ↑  Miss Earth Sweden 2009. Дата обращения: 21 марта 2015. Архивировано из оригинала 1 августа 2015 года.
124. ↑  Miss Earth Switzerland 2009 Архивировано 7 июля 2009 года.
125. ↑  Miss Earth Tahiti 2009 Архивировано 7 июля 2009 года.
126. ↑  Miss Earth Tanzania 2009. Дата обращения: 21 марта 2015. Архивировано из оригинала 8 декабря 2015 года.
127. ↑  Online News, Miss Thailand Universe (20 июня 2009). Miss Earth Thailand 2009. 2009 Miss Thailand Universe. Архивировано 31 марта 2009. Дата обращения: 2 августа 2009.
128. ↑  Miss Earth Thailand 2009 Архивировано 19 июля 2009 года.
129. ↑  Miss Earth Tonga 2009 Архивировано 19 июля 2009 года.
130. ↑  tr:Gözde Zay
131. ↑  Bird, Rebecca (7 августа 2009). Alison Capron: Miss Earth 2009-2010. Turks and Caicos Weekly News. Архивировано 14 сентября 2012. Дата обращения: 8 августа 2009.
132. ↑  Miss Earth Turks and Caicos 2009 Архивировано 19 июля 2009 года.
133. ↑  Miss Earth Ukraine 2009 Архивировано 19 июля 2009 года.
134. ↑  Melenciano, Raymond (23 июля 2009). Hija de dominicanos gana Miss Planeta Tierra. Almomento. Архивировано 23 июля 2011. Дата обращения: 25 сентября 2009.Miss Earth USA 2009
135. ↑  News, Hispanic Digital (30 июля 2009). Amy Díaz, 'Miss Earth United States 2009' Representante de RI gana certamen nacional. Providence En Español. Архивировано 27 августа 2009. Дата обращения: 25 сентября 2009. {{cite news}}: |last= имеет универсальное имя (справка)
136. ↑  Miss Earth United States 2009 Архивировано 19 июля 2009 года.
137. ↑  Sambil Maracaibo ya tiene a sus tres ganadoras. La Verdad. Дата обращения: 25 апреля 2009. Архивировано 13 июля 2011 года.
138. ↑  Miss Earth Venezuela 2009 Архивировано 19 июля 2009 года.
139. ↑  Miss Earth Wales 2009. Дата обращения: 21 марта 2015. Архивировано из оригинала 1 августа 2015 года.
140. ↑  Ngắm Thuý Hạnh, Trương Thị May “du hí” Philippines - Giải trí - Dân trí. Дата обращения: 21 марта 2015. Архивировано из оригинала 21 апреля 2012 года.
141. ↑  Vì sao chọn người đẹp Việt kiều dự thi sắc đẹp quốc tế? | Văn hóa - Nghệ thuật | Thanh Niên. Дата обращения: 21 марта 2015. Архивировано 2 октября 2011 года.